# Miri Regev
Miriam "Miri" Regev (em hebraico: מִרְיָם "מִירִי" רֶגֶב; nascida Miriam Siboni em 26 de maio de 1965) é uma política israelense e ex-brigadeira-general das Forças de Defesa de Israel, nas quais atuou como porta-voz. Atualmente exerce as funções de Ministra dos Transportes, Infraestruturas Nacionais e Segurança Rodoviária, tendo anteriormente exercido o cargo de Ministra da Cultura e Desporto. Em 14 de junho de 2017, ela foi nomeada primeira-ministra interina de Israel sempre que o primeiro-ministro Benjamin Netanyahu precisava estar no exterior.

## Início de vida
Regev nasceu em Qiryat Gat em 1965, filho de imigrantes judeus sefarditas. Seu pai, Felix, era do Marrocos e sua mãe, Mercedes, era da Espanha. Em 1983, ela ingressou no programa militar isralense Gadna, onde se tornou comandante de pelotão, servindo no cargo até 1986. Ela se formou em Educação Informal e possui MBA pelo Ono Academic College.

## Carreira política
Em novembro de 2008, Regev ingressou no partido Likud, dizendo que apoiava o partido há muitos anos. Ela conquistou o vigésimo sétimo lugar na lista do partido para as eleições de 2009, apenas o suficiente para entrar no Knesset, já que o Likud conquistou 27 assentos. Nas eleições de 2015, Regev foi reeleita, depois de ficar em quinto lugar na lista nacional do Likud. Ela foi posteriormente nomeada pelo primeiro-ministro Benjamin Netanyahu como ministra da Cultura e Esportes no novo governo.
Revital Madar, um escritor tunisino-israelense do Haaretz, afirmou que Regev enfrentou discriminação devido às suas origens marroquinas, e seu comportamento franco é percebido como sendo estereotipado de Mizrahi.

### Ministra da Cultura
Em seu cargo de Ministra da Cultura, Regev frequentemente equipara a liberdade de expressão artística com o poder do governo de retirar seu financiamento, usando o termo "Liberdade de Financiamento". Regev também argumentou que artistas ou organizações financiados pelo estado devem mostrar "lealdade" ao estado de Israel. Ela chamou isso de iniciativa de "Lealdade na Cultura" e propôs uma legislação tornando "o apoio a uma instituição cultural dependente de sua lealdade ao estado de Israel". Ela disse que o grupo Breaking the Silence "prejudica a imagem de Israel" e acusou uma galeria que havia hospedado uma palestra do grupo de "manter atividades políticas".

### Ministra dos Transportes
Em maio de 2020, Regev recebeu a carteira do Ministério dos Transportes, Infraestrutura Nacional e Segurança Rodoviária para a primeira metade do 35º governo de Israel e a pasta do ministro das Relações Exteriores durante a segunda metade do mandato do novo governo. Ela foi empossada para este cargo em 17 de maio de 2020. Ela foi substituída por Merav Michaeli após a formação do 36º governo em 14 de junho de 2021.
Em 29 de dezembro de 2022, Regev foi nomeada para o cargo pela segunda vez por Benjamin Netanyahu durante a formação do trigésimo sétimo governo de Israel.

### De tradução
- Este artigo foi inicialmente traduzido, total ou parcialmente, do artigo da Wikipédia em inglês cujo título é «Miri Regev».